# Кокора, Семён Васильевич
Семён Васильевич Кокора (1920—1955) — старший лейтенант Советской Армии, участник Великой Отечественной войны, Герой Советского Союза (1945).

## Биография
Семён Кокора родился 15 августа 1920 года в станице Марьянская (ныне — Красноармейский район Краснодарского края). Род Кокоры идёт от запорожских казаков, переселившихся на Кубань в 1807 году. В семье отца было пятеро детей. Семён был старшим.
Родители умерли рано. Дети скитались по родственникам, которые и сами жили очень бедно. Получил среднее образование, после чего работал сначала в колхозе, затем учителем начальной школы, а в 1939 году стал председателем колхоза. В 1940 году Кокора был призван на службу в Рабоче-крестьянскую Красную Армию. В 1942 году он окончил Смоленское военно-политическое училище. С сентября того же года — на фронтах Великой Отечественной войны. В 1944 году он окончил курсы усовершенствования командного состава. К февралю 1945 года старший лейтенант Семён Кокора командовал батареей 370-го отдельного истребительно-противотанкового артиллерийского дивизиона 286-й стрелковой дивизии 59-й армии 1-го Украинского фронта. Отличился во время форсирования Одера.
3-5 февраля 1945 года во время боёв на плацдарме на западном берегу Одера батарея Кокора обороняла высоту в районе населённого пункта Линденхе (ныне — Дзельница к югу от Кендзежина). Батарея успешно держала оборону в течение трёх суток. Когда 4 февраля немецкие солдаты прорвались к позициям батареи, Кокора поднял своих артиллеристов в атаку, отбросив их.
Указом Президиума Верховного Совета СССР от 10 апреля 1945 года за «образцовое выполнение боевых заданий командования на фронте борьбы с немецкими захватчиками и проявленные при этом мужество и героизм» старший лейтенант Семён Кокора был удостоен высокого звания Героя Советского Союза с вручением ордена Ленина и медали «Золотая Звезда» за номером 6536.
В 1946 году Кокора был уволен в запас. Проживал в Краснодаре, работал в строительной организации и пищевой промышленности. Окончил совпартшколу. Скоропостижно скончался 16 марта 1955 года, похоронен на Всесвятском кладбище Краснодара.
Был также награждён орденом Красной Звезды и рядом медалей.